# Épila
Épila ist eine Kleinstadt und eine Gemeinde (municipio) mit 4.565 Einwohnern (Stand: 2024) im Norden der Provinz Saragossa in der Autonomen Region Aragonien im Nordosten Spaniens.

## Lage und Klima
Der Ort Épila liegt etwa 19 Kilometer westsüdwestlich der Provinzhauptstadt Saragossa in einer Höhe von ca. 336 m am Río Jalón. Durch den südöstlichen Teil der Gemeinde führt die Autovía A-2.
Das Klima ist gemäßigt bis warm; der eher spärliche Regen (ca. 395 mm/Jahr) fällt übers Jahr verteilt.

## Bevölkerungsentwicklung
| Jahr      | 1970 | 1981 | 1991 | 2001 | 2011 | 2021 |
| Einwohner | 3893 | 3829 | 3816 | 4019 | 4720 | 4368 |

## Sehenswürdigkeiten
- Marienkirche (Iglesia de Santa María La Mayor)
- Einsiedelei von Santa María Magdalena
- Stift der Unbefleckten Empfängnis
- Palast der Grafen von Aranda

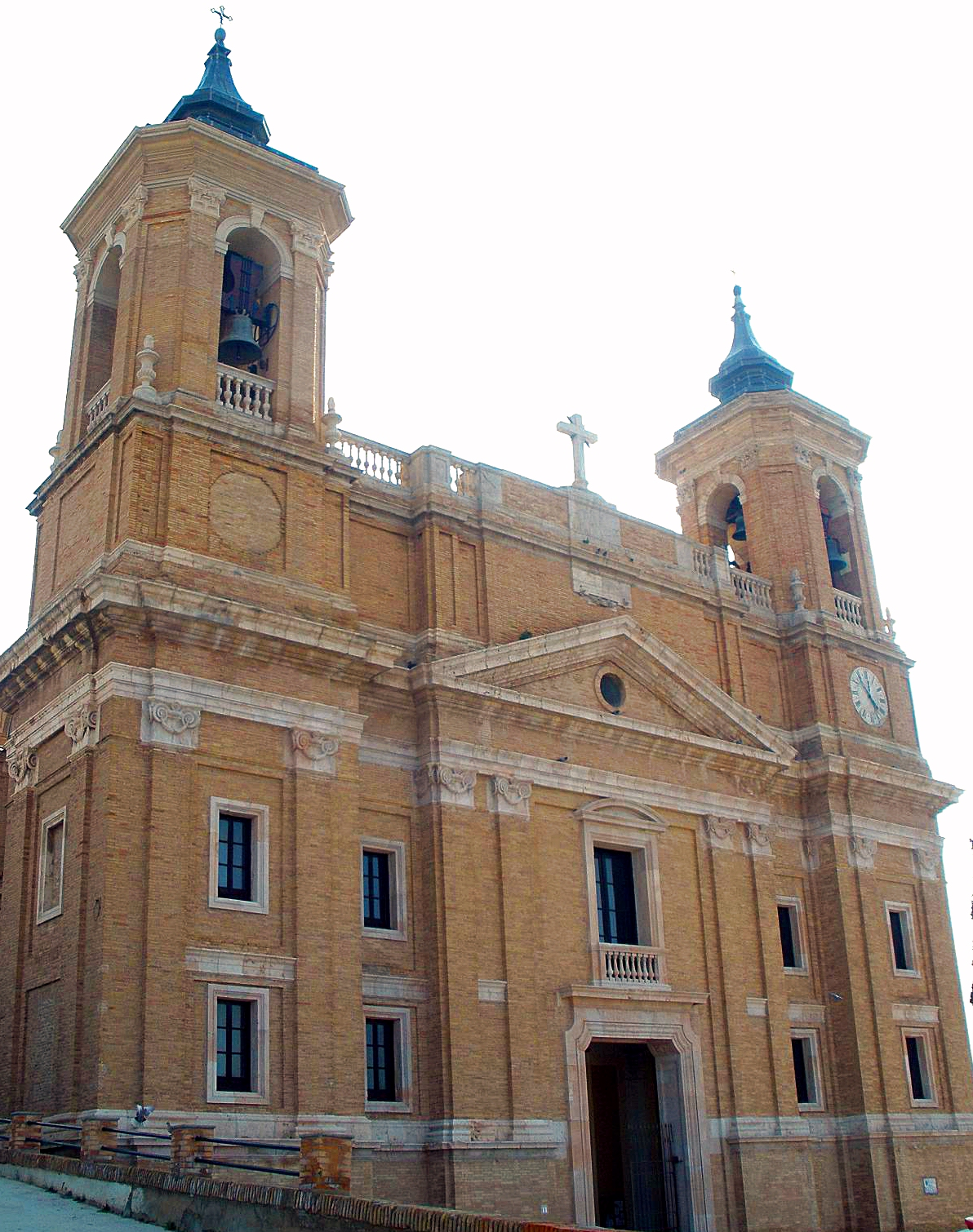
Marienkirche
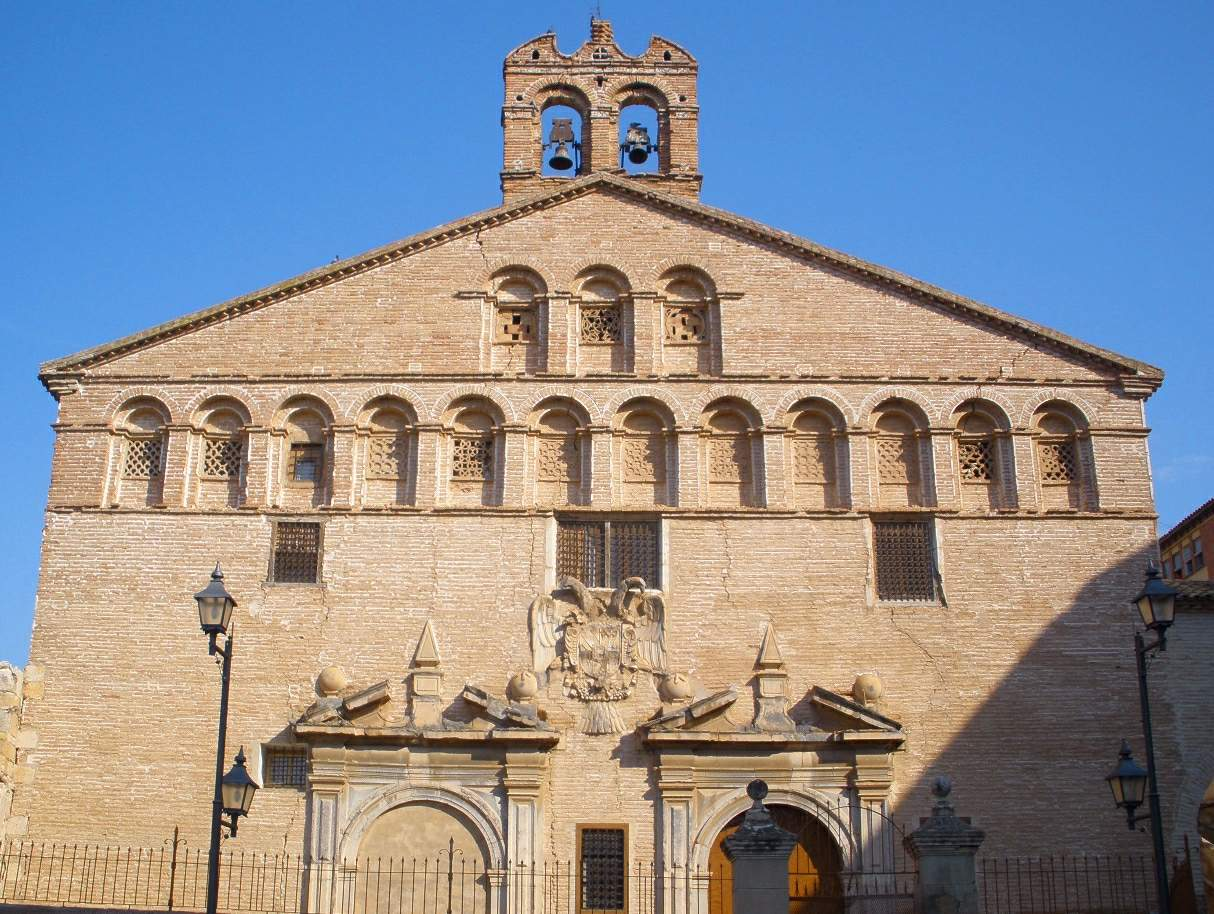
Stift der Unbefleckten Empfängnis
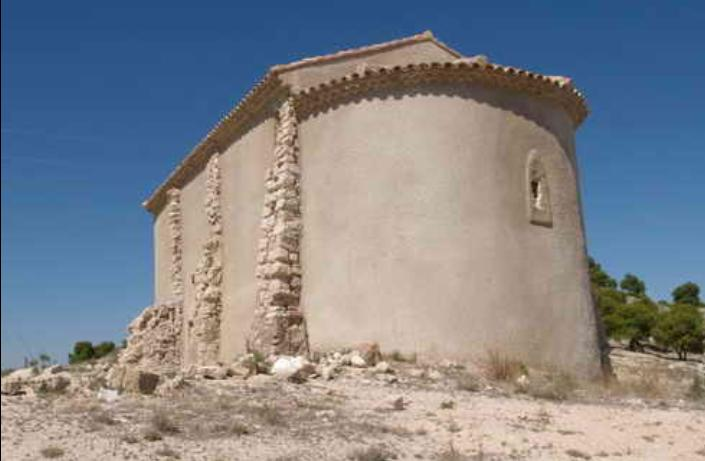
Einsiedelei von Santa Maria Magdalena
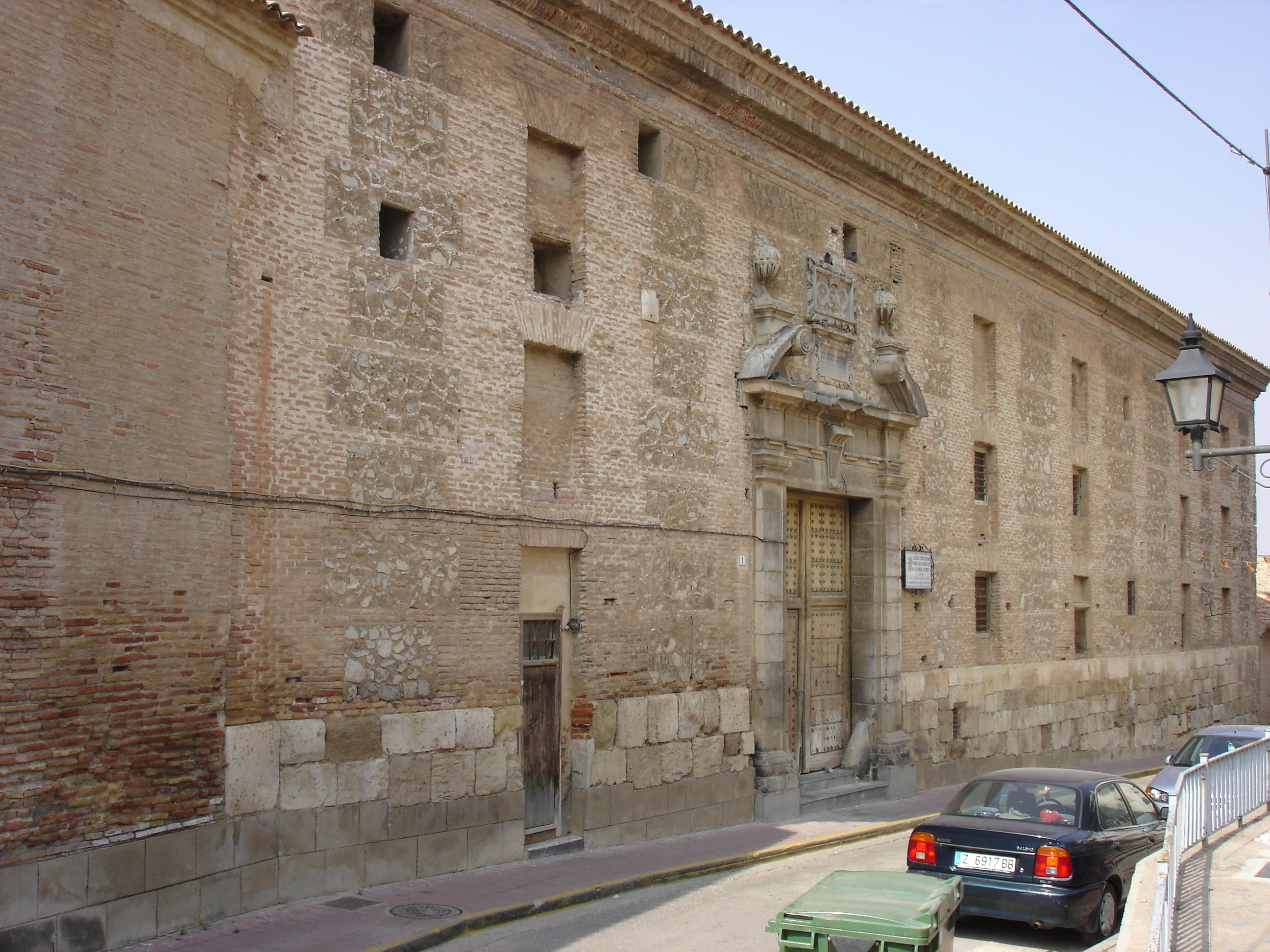
Grafenpalast Aranda

## Persönlichkeiten
- Johann I. (1358–1390), König von Kastilien und León (1379–1390), hier geboren
- Pedro Pablo Abarca de Bolea, conde de Aranda (1719–1798), Politiker, Vorsitzender des Kastilienrates (1766–1773), hier gestorben

## Gemeindepartnerschaft
Mit der französischen Gemeinde Sallebœuf im Département Gironde (Neuaquitanien) besteht eine Partnerschaft.